# Мирошник, Виктор Михайлович
Виктор Михайлович Мирошник (7 июля 1937 в деревне Тилипинo в Черкасской области — 30 марта 2016) — глава КГБ Казахской ССР (1986—1990). Генерал-майор в отставке.  
После окончания в 1956 строительного техникума в Кировограде проходил военную службу, потом работал инженером в сфере строительства. С 1962 года — преподаватель и заведующий отделом районного комитета КПСС, позже 2-й секретарь районного партийного комитета, в 1970 году заочно окончил Высшую партийную школу при ЦК КПСС.
С 1970-х — в КГБ, в 1972—1974 гг. — заместитель начальника отдела Управления КГБ Иркутской области, в 1974—1978 гг. — начальник городского отделения Ангарска Управления КГБ Иркутской области, в 1978—1982 годах — начальник Управления КГБ Чарджоуской области. В 1982—1986 гг. — старший инспектор инспекторского управления КГБ СССР, с 9 февраля 1986 по 28 февраля 1990 года — председатель КГБ Казахской ССР. В 1990—1991 гг. — первый заместитель начальника инспекторского управления КГБ СССР. В 1992—1993 гг. — начальник оперативного штаба Министерства безопасности РФ. С 1994 г. – президент частной компании
Депутат Верховного Совета Казахской ССР и в 1989—1991 годах — народный депутат СССР.
Награждён восемью медалями, орденом Красной Звезды.
Похоронен на Троекуровском кладбище (участок 26а).